# Manes

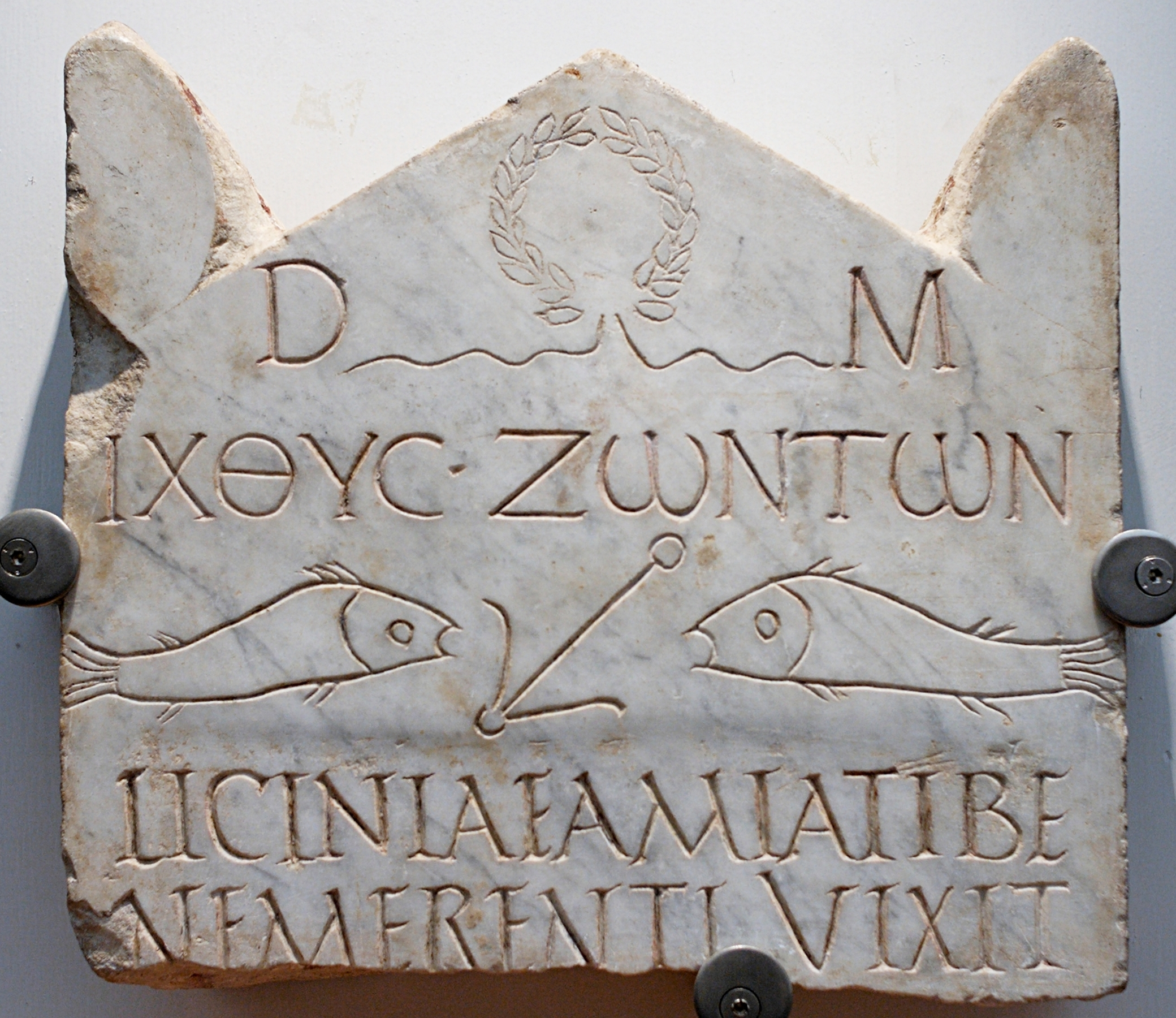
Epitafi en un sepulcre romà del. Les lletres D.M. a la part superior són l'abreviació de Diis Manibus, que vol dir «als esperits dels morts»

En la mitologia romana, els Manes eren les ànimes dels éssers estimats que havien mort. Quan a esperits inferiors, eren similars als Lars, Genius i Penats; segons Marc Terenci Varró cal entendre "inferiors" com procedents del subsòl, relacionats amb el món dels morts. De vegades s'atribuïa als manes un origen comú, serien descendents de Mània, o mare dels manes, una divinitat molt antiga probablement etrusca, que pertanyia a la categoria dels genis populars. Durant les Compitàlia, les festes dels lars i de les cruïlles dels camins, se li donava culte.

## Etimologia
Manes, els esperits dels morts, deriva del protoindoeuropeu men-, "pensar" i són paraules relacionades amb el grec antic menos ("vida, força") i l'avèstic mainyu ("esperit"). Els manes també eren anomenats Di Manes (en llatí di significa "déus"), i les làpides romanes sovint incloïen les lletres D. M., que representaven dis manibus ("dedicat als déus manes"). La paraula també s'utilitzava com una metàfora per referir-se a l'avern. Els Manes (benefactors) amb les Larves (malignes) formaven el grup dels Lèmurs.

## Culte
Quan es fundava una ciutat, en principi es cavava un forat rodó, el mundus, una imatge del cel invertit. En el fons, s'encastava una pedra, lapis manalis, que representava una porta dels inferns. Per deixar passar als manes, s'apartava aquesta pedra el 24 d'agost, el 5 d'octubre i el 8 de novembre. El culte era destinat a apaivagar la seva còlera i en el seu origen se'ls oferien sacrificis amb sang. És probable que els primers combats de gladiadors fossin instituïts en el seu honor. Segons Ciceró es podia contactar amb els manes a la caverna del llac Avern
Eren honrats durant la parentàlia i la feràlia, en el mes de febrer. Del 13 al 26, era festa laboral, tot s'aturava i els temples quedaven tancats. Es decoraven les tombes amb violes, roses, lliris, murta, i s'hi dipositaven aliments (rosàlia).